# Calodera uliginosa
Calodera uliginosa är en skalbaggsart som beskrevs av Wilhelm Ferdinand Erichson 1837. Calodera uliginosa ingår i släktet Calodera, och familjen kortvingar. Arten är reproducerande i Sverige.